# Un acord original
Un acord original és una pel·lícula de comèdia francesa de 2018 dirigida per Romane Bohringer i Philippe Rebbot. S'ha doblat i subtitulat al català.
La història parteix de l'experiència personal dels dos directors, que es van separar amorosament, però continuen vivint amb els seus fills sota el mateix sostre, en dos espais separats.

## Repartiment
- Romane Bohringer: Romane
- Philippe Rebbot: Philippe
- Rose Rebbot-Bohringer: Rose
- Raoul Rebbot-Bohringer: Raoul
- Reda Kateb: Reda
- Monica Bellucci: Valeria
- Eric Caravaca: Patrick
- Clémentine Autain: Clémentine
- Pierre Berriau: Tonton Ra

## Premis i reconeixements
- César 2019: César a la millor primera pel·lícula per a Romane Bohringer i Philippe Rebbot